# Лион (Айова)
Лион (англ. Leon) — город в США, административный центр округа Декейтер штата Айова. Население — 1822 человека (2020).

## География
Леон расположен по координатам 40°44′29″ с. ш. 93°45′20″ з. д. (40.741341, -93.755571). По данным Бюро переписи населения США в 2010 году город имел площадь 8,24 км², из которых 8,22 км² — суша и 0,02 км² — водоёмы.

## Демография
| Год переписи | Нас. |  | %±    |
| ------------ | ---- |  | ----- |
| 1870         | 820  |  | —     |
| 1880         | 1367 |  | 66,7% |
| 1890         | 1422 |  | 4%    |
| 1900         | 1905 |  | 34%   |
| 1910         | 1991 |  | 4,5%  |
| 1920         | 2193 |  | 10,1% |
| 1930         | 2006 |  | −8,5% |
| 1940         | 2307 |  | 15%   |
| 1950         | 2139 |  | −7,3% |
| 1960         | 2004 |  | −6,3% |
| 1970         | 2142 |  | 6,9%  |
| 1980         | 2094 |  | −2,2% |
| 1990         | 2047 |  | −2,2% |
| 2000         | 1982 |  | −3,2% |
| 2010         | 1977 |  | −0,3% |
| 2020         | 1822 |  | −7,8% |

Согласно переписи 2010 года, в городе проживало 1977 человек в 826 домохозяйствах в составе 482 семей. Плотность населения составила 240 человек/км². Было 952 квартир (116/км²).
Расовый состав населения:
| - 98,1 % — белых - 0,7 % — чёрных или афроамериканцев - 0,6 % — азиатов - 0,3 % — коренных американцев |

К двум или более расам принадлежало 0,3 %. Доля испаноязычных составила 2,0 % всего населения.
По возрастному диапазону население распределялось следующим образом: 25,3 % — лица младше 18 лет, 54,3 % — лица в возрасте 18-64 лет, 20,4 % — лица в возрасте 65 лет и старше. Медиана возраста жителя составила 40,2 лет. На 100 человек женского пола в городе приходилось 90,1 мужчин; на 100 женщин в возрасте от 18 лет и старше — 81,1 мужчин также старше 18 лет.
Средний доход на одно домашнее хозяйство составил 47 999 долларов США (медиана — 36 172), а средний доход на одну семью — 60 466 долларов (медиана — 48 021). Медиана доходов составляла 32 875 долларов для мужчин и 30 227 долларов для женщин. За чертой бедности находилось 22,3 % лиц, в том числе 22,2 % детей в возрасте до 18 лет и 17,0 % лиц в возрасте 65 лет и старше.
Гражданское трудоустроенное население составляло 792 человека. Основные области занятости: образование, здравоохранение и социальная помощь — 32,6 %, производство — 15,2 %, розничная торговля — 14,0 %.